# Volkswagen Brasília
O Volkswagen Brasília é um automóvel produzido entre 1973 e 1982 pela Volkswagen do Brasil. Definido internamente como modelo/tipo "102", foi projetado para aliar a robustez do Volkswagen Fusca, um carro consagrado no mercado, com o conforto de um automóvel com maior espaço interno e desenho mais contemporâneo. Era um carro pequeno, de linhas retas e grande área envidraçada. Esse nome é uma homenagem à então moderníssima cidade, fundada 13 anos antes com o mesmo nome. Foi o segundo carro mais vendido do Brasil de 1974 a 1979, ficando atrás apenas do Volkswagen Fusca.

## História

### Projeto
Em novembro de 1970 o presidente da General Motors do Brasil, James F. Waters, afirmou que a montadora havia aprovado um novo projeto de automóvel para o país e que elaborava projetos, negando o emprego da plataforma do Chevrolet Vega. A intenção do novo projeto da GM, batizado de projeto 909 era a de concorrer com o VW Fusca e ampliar sua participação no mercado. A Chrysler do Brasil iniciou os preparativos para a nacionalização do Hillman Avenger, com carroceria de duas portas. Ao mesmo tempo, o presidente da Volkswagen do Brasil Rudolf Leiding declarou que a política da empresa para o Brasil era “produzir carros de tamanho pequeno e médio”.
Considerando a Volkswagen muito atrasada em relação ao projeto da GM, Leiding desafiou os projetistas Márcio Piancastelli, José Vicente Martins e George Yamachita Oba a elaborar o projeto de um novo veículo capaz de competir com o novo projeto da GM. O novo veículo devia ocupar um espaço intermediário na linha VW, entre o Fusca e o Variant. No final de 1970 Piancastelli iniciou o projeto 102. O primeiro desenho foi concluído em fevereiro de 1971. Ao longo do projeto foram feitos quarenta desenhos, com o modelo evoluindo de uma minivam para um hatchback.
Para testar o trem de força, foram construídos protótipos encurtados da VW Variant. Quando os primeiros protótipos foram avistados pela imprensa, o projeto foi batizado inicialmente de “Mini-Variant”. Quando este modelo alcançou a fase de testes, um repórter conseguiu fotografar alguns modelos em ruas próximas à fábrica. Os seguranças tentaram afastá-lo, e quando falharam, decidiram atirar contra seu carro. O incidente causou alguma comoção na imprensa nacional, levando a Volkswagen a se desculpar publicamente. Entretanto a notícia alavancou a venda da revista Quatro Rodas que comprou as fotos do então repórter free-lancer Cláudio Laranjeira, que logo depois seria contratado pela revista.
O novo veículo foi oficialmente apresentado ao público em Junho de 1973, apenas um mês depois do lançamento de seu principal concorrente, o Chevrolet Chevette.
Embora seja muito semelhante a outros modelos, tais como a Volkswagen Variant e o TL, a plataforma era na verdade a mesma do Fusca, com o mesmo motor boxer montado na traseira e refrigeração a ar.

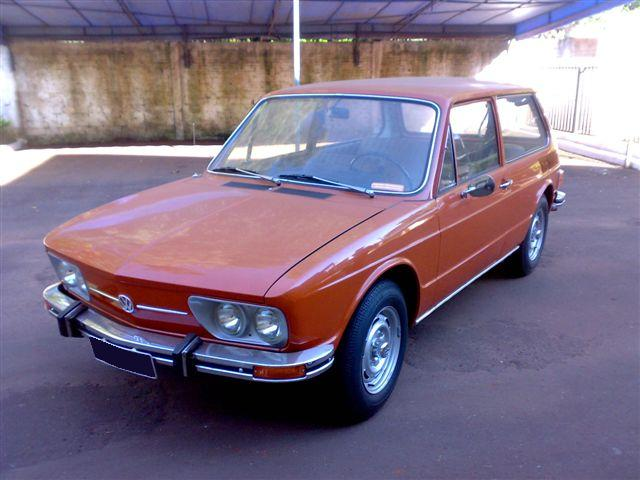
Modelo 1973
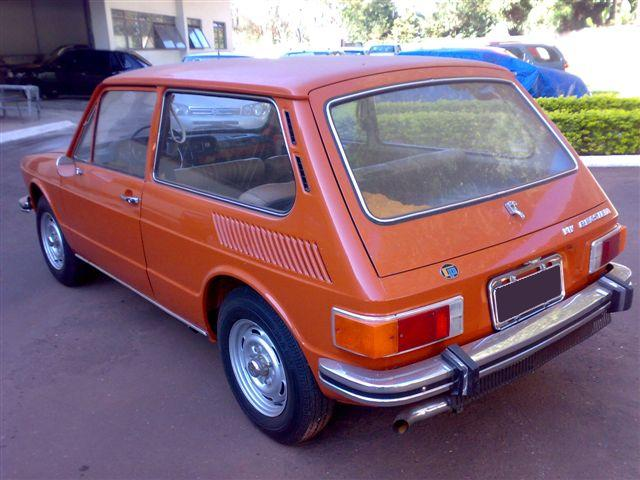
Modelo 1973
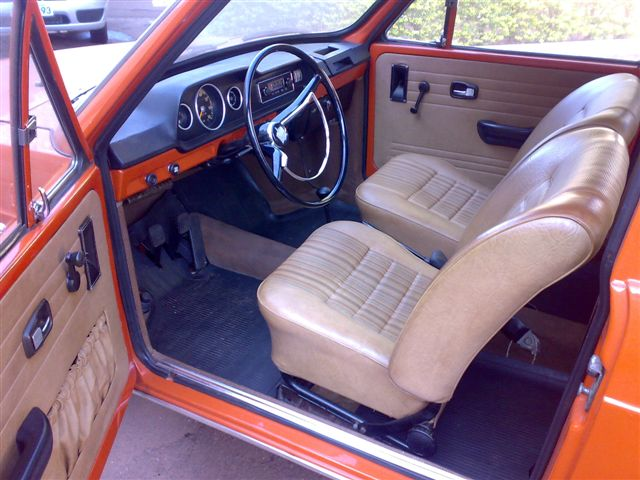
Posto de condução do veículo
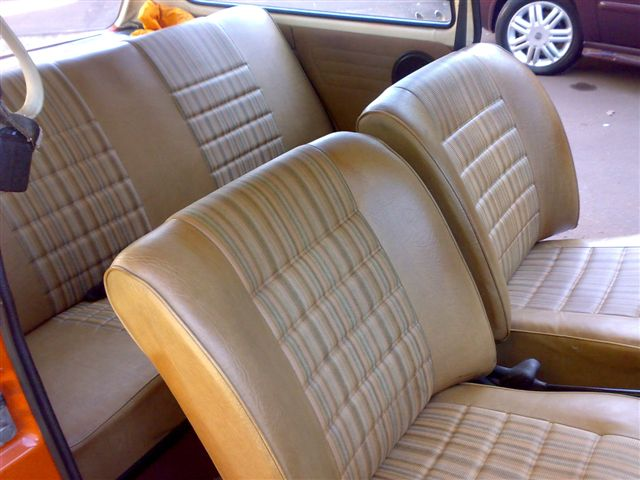
Assentos em cor clara, uma das opções originais de acabamento
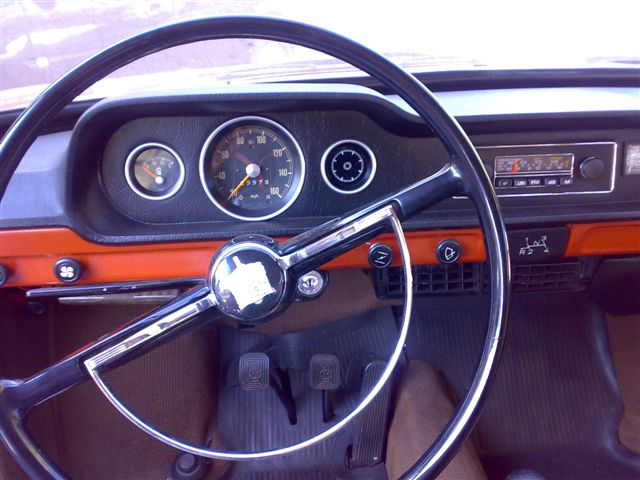
Painel e volante do modelo 1973
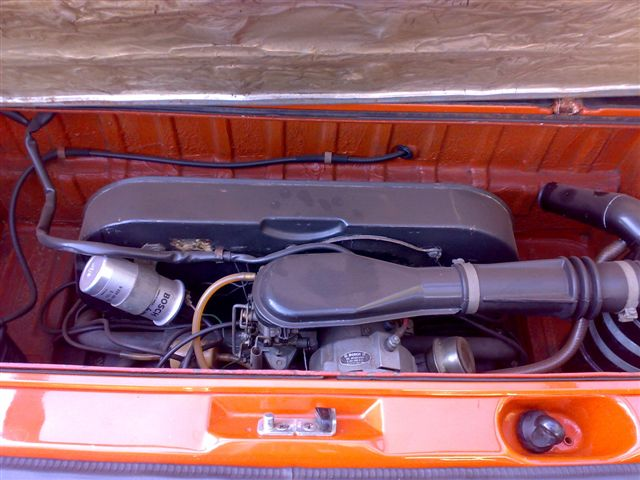
Motor 1.600 cm3, com um carburador Solex 30
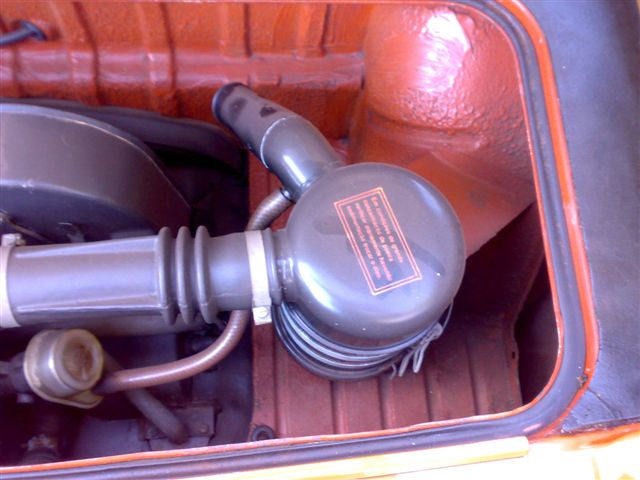
Filtro de ar do tipo a óleo
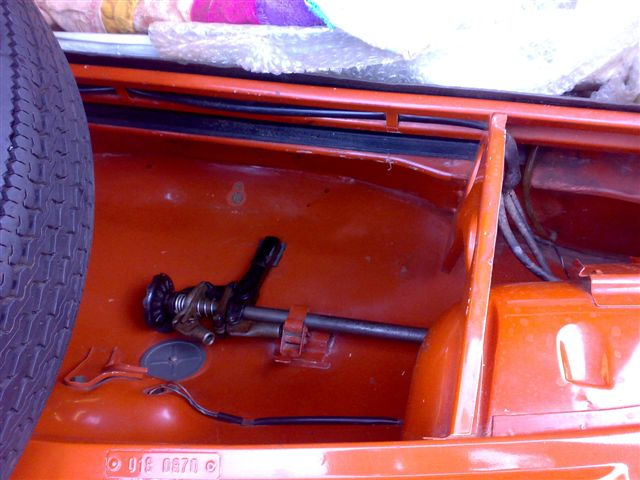
Compartimento dianteiro, onde vão armazenados o estepe e as ferramentas

Diferente do Fusca (que na época era vendido com motorizações de 1300 ou 1500 cm3), o Brasília era oferecido somente com motor 1600 cm3, assim como o VW 1600 - apelidado "Zé do Caixão" - e a Variant.
No ano de seu lançamento, 1973, o motor 1,6 litro do Brasília era alimentado por um único carburador modelo Solex 30, gerando 60 cv brutos de potência. Muitos motoristas porém exigiam melhor desempenho e economia do Brasília. A resposta da Volkswagen foi o lançamento do motor 1,6 litro alimentado por dois carburadores modelo Solex 32, no ano de 1976. O carro agora tinha 65 cv brutos de potência (48 líquidos), com mais torque e economia de combustível. Pelo sucesso alcançado, esta viria a ser a motorização predominante do Brasília nos anos seguintes de produção.
No ano de 1980 foi lançada uma versão com motor 1,3 litro, exclusiva porém dos veículos movidos a álcool combustível. No entanto, devido ao baixo desempenho e alto consumo de combustível deste motor no Brasília, a versão movida a álcool foi um fracasso de vendas, permanecendo o motor 1,6 litro a gasolina como o mais procurado.
As primeiras versões do Brasília possuíam acabamento interno com materiais simples, porém bem feito. Apenas em 1977 surgiria pela primeira vez a opção de um revestimento interno mais luxuoso e confortável, chamado de acabamento monocromático. Este acabamento era disponível nas cores preto e marrom, combinando teto, revestimentos laterais, piso e bancos em degradês de uma mesma cor. O piso das versões monocromáticas era de material acarpetado.
Em 1978 era feito o primeiro face-lift na trajetória do Brasília. As mudanças porém foram discretas. Os delgados para-choques de cantos arredondados passaram a ser mais robustos com cantoneiras plásticas de formato retangular, o capô dianteiro ganhava dois vincos longitudinais estampados, e as lanternas traseiras recebiam uma nova superfície plástica estriada, semelhante à dos veículos Mercedes-Benz. No entanto, alguns pontos falhos da estética, como a grade metálica que cobria o silencioso do escapamento na parte traseira do veículo, permaneciam inalterados.

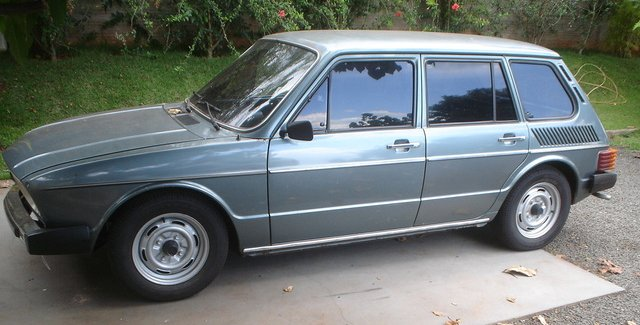
Versão 4 portas tipo exportação

Em 1979 surgiu a versão LS, a de maior luxo na história do Brasília, oferecendo  apoios de cabeça nos bancos dianteiros, além de detalhes de acabamento externos exclusivos como frisos laterais, apliques emborrachados nas lâminas dos para-choques e novas cores metálicas. Também foram oferecidos equipamentos extras como desembaçador elétrico do vidro traseiro, relógio e vacuômetro.
Houve também uma versão de 4 portas (na Europa conta-se a porta traseira) que foi o primeiro hatchback genuíno nacional com essa configuração. Foi exportado para países como Filipinas, Nigéria (neste país o veículo era chamado Volkswagen Igala), Venezuela, Bolivia, Chile e Portugal. Mesmo sendo produzido no Brasil, esse modelo só passou a ser comercializado no mercado brasileiro no final de 1978, já como modelo 1979, onde foi utilizada principalmente como táxi, devido à rejeição dos brasileiros na época aos carros com 4 portas. O México foi o único país além do Brasil a fabricar o Brasília, mas somente na versão de duas portas, que inclusive chegou a aparecer em um episódio do seriado Chaves como o carro do Senhor Barriga.

### Brasília a Álcool

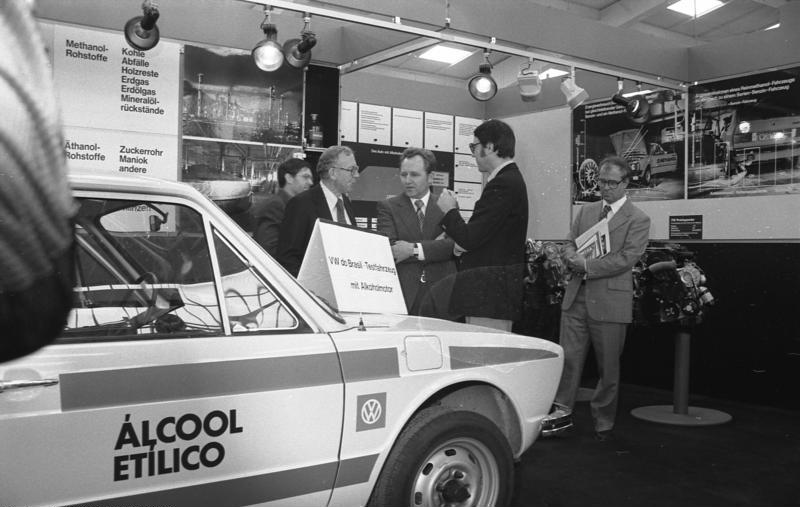
Protótipo a Álcool na Feira da Indústria de Hannover em 1978

A Volkswagen lançou seu programa de testes com álcool combustível em 1976. Um dos primeiros protótipos desenvolvidos foi o do Brasília com propulsão a álcool. Os dez primeiros exemplares foram lançados em 1979. Apesar do investimento da Volkswagen no programa, não foi possível inicialmente adotar o álcool combustível no motor de 1600 cilindradas do Brasília. Dessa forma, o protótipo testado era movido pelo motor de 1300 cilindradas do Fusca. Com isso, havia uma redução de 65 CV para 49 CV. O lançamento oficial ocorreu na Linha 1980, sendo comercializados cerca de 28 mil veículos. O desempenho ruim do Brasília Álcool fez com que a produção caísse para pouco mais de 3 mil veículos no ano seguinte. Ao todo foram fabricadas 31619 exemplares da versão à álcool. Parte acabou convertida pelos seus proprietários para a versão 1600 cilindradas movida à gasolina.
| Produção do Volkswagen Brasília Álcool (1979-1982) | Produção do Volkswagen Brasília Álcool (1979-1982) | Produção do Volkswagen Brasília Álcool (1979-1982) |
| Ano                                                | Produção                                           |                                                    |
| -------------------------------------------------- | -------------------------------------------------- | -------------------------------------------------- |
| 1979                                               | 10                                                 |                                                    |
| 1980                                               | 28 186                                             |                                                    |
| 1981                                               | 3 349                                              |                                                    |
| 1982                                               | 74                                                 |                                                    |
| Total                                              | 31 619                                             |                                                    |

### Crise e fim de produção
No final da Década de 1970 a Volkswagen concentrou esforços no lançamento do sucessor do Fusca. Lançado em 1980, o Gol acabou com vendas decepcionantes por conta do desempenho sofrível ao utilizar o motor de 1300 cilindradas com refrigeração a ar. O problema do desempenho só foi resolvido no ano seguinte, com a troca do motor de 1300 cilindradas pelo de 1600 cilindradas, similar ao do Brasília. Dessa forma, Gol e Brasília passaram a disputar o mesmo mercado. Em 1980 foram vendidos 62567 Brasílias. Em dezoito meses o Brasília sofreu uma contínua queda de vendas, com perda de 60% do mercado para o novo Gol.
Em 1981 o mercado automotivo brasileiro entrou em crise, com uma queda de 40% nas vendas. Naquele ano foram construídas e comercializadas 18499 Brasílias. A brusca queda nas vendas forçou a Volkswagen a cortar custos, realizar demissões em massa (entre 1980 e 1981 a empresa dispensou 27,6% de sua força de trabalho) enquanto a matriz na Alemanha definiu em janeiro de 1982 que o Fusca permaneceria em produção no Brasil até 1994.
Dentro das medidas de cortes, o Brasília acabou retirado de linha em março de 1982. Apesar do fim da produção, ainda havia grande procura pelo modelo e surgiram boatos no mercado sobre a Volkswagen ter ainda grandes estoques do Brasília sendo vendidos a preços baixos. Em outubro de 1982 a Volkswagen desmentiu os boatos, informando que não havia mais nenhum Brasília em seu estoque.
| VW Brasília no ranking dos automóveis mais vendidos do Brasil | VW Brasília no ranking dos automóveis mais vendidos do Brasil | VW Brasília no ranking dos automóveis mais vendidos do Brasil | VW Brasília no ranking dos automóveis mais vendidos do Brasil | VW Brasília no ranking dos automóveis mais vendidos do Brasil | VW Brasília no ranking dos automóveis mais vendidos do Brasil | VW Brasília no ranking dos automóveis mais vendidos do Brasil | VW Brasília no ranking dos automóveis mais vendidos do Brasil | VW Brasília no ranking dos automóveis mais vendidos do Brasil | VW Brasília no ranking dos automóveis mais vendidos do Brasil |
| 1973                                                          | 1974                                                          | 1975                                                          | 1976                                                          | 1977                                                          | 1978                                                          | 1979                                                          | 1980                                                          | 1981                                                          | 1982                                                          |
| ------------------------------------------------------------- | ------------------------------------------------------------- | ------------------------------------------------------------- | ------------------------------------------------------------- | ------------------------------------------------------------- | ------------------------------------------------------------- | ------------------------------------------------------------- | ------------------------------------------------------------- | ------------------------------------------------------------- | ------------------------------------------------------------- |
| 4º                                                            | 2º                                                            | 2º                                                            | 2º                                                            | 2º                                                            | 2º                                                            | 2º                                                            | 4º                                                            | -                                                             | -                                                             |
| Fonte: Pagotto, 2013                                          |                                                               |                                                               |                                                               |                                                               |                                                               |                                                               |                                                               |                                                               |                                                               |

## Cronologia/Resumo
Principais acontecimentos em cada ano de produção:
1973 - O Brasília, carro de design 100% nacional teve seu lançamento oficial no mês de junho (um mês depois do Chevette da GM — o maior concorrente durante toda a carreira do Brasília). Vinha disponível apenas na opção de motor 1600 com 1 carburador. Opções de interiores preto (com piso cinza) ou todo em bege claro. Lanternas traseiras com piscas laranjas, emblema traseiro "VW Brasilia", grade do escapamento curta, volante tipo cálice igual ao do Fusca brasileiro, calotas centrais das rodas na cor alumínio.
1974 - Mudança do volante p/ o modelo plástico chamado "canoa".  Ainda mantém lanternas traseiras com piscas laranjas, emblema traseiro "VW Brasilia" e grade do escapamento curta. Dupla carburação passa a ser um opcional, mas ainda muito pouco requisitado. O Brasília passa a ser produzido (fabricado e não apenas montado) na fábrica de Puebla no México, com significativo percentual de material local.
1975 - Lanternas traseiras passam a ter pisca vermelho e calotas centrais das rodas (copinhos) mudam para a cor preta. Emblema traseiro "Brasilia" perde o VW que o acompanha. Bomba manual do lavador de para-brisa passa a ser fixada na caixa de roda ao invés de perto do piso. Grade do escapamento traseiro aumenta de tamanho. Pisca alerta intermitente passa a ser item normal de série, atendendo regulamentação do CONTRAN.
1976 - Dupla carburação passa a ser opção normal de série para todos os modelos. Motor carburação simples convive junto da dupla por um curto período neste ano, até sair de linha. Surgem opções de interiores com assentos e laterais de porta em vermelho (muito raro) e marrom escuro (antecipando as versões monocromáticas). Surge um novo concorrente de peso no mercado, o Fiat 147. Neste ano é iniciada a fabricação dos modelos 4 portas, inicialmente apenas destinados à exportação para a Nigéria (VW Igala) e Filipinas.
1977 - Ano de importantes mudanças em itens de conforto e mecânica. Na mecânica mudam o sistema de freios (ganham duplo independente nos eixos dianteiro e traseiro), cabeçote de chassis reforçado, tubo de segurança contra impactos frontais no para-choque dianteiro, coluna de direção retrátil. Comandos do limpador passam a vir em alavancas na coluna de direção, e os comandos da ventilação ganham iluminação. Na parte de estética e conforto surgem as primeiras versões monocromáticas (por terem interior todo numa cor só, piso em carpete e bancos com detalhe em veludo) com as opções castor (marrom) e preto. Painel com acabamento imitação de jacarandá na parte central. Instrumentos com visual mais limpo com aros na cor preta. Na parte dianteira desaparecem os "bigodes", que eram os frisos de alumínio que adornavam o logo VW. O porta luvas ganha uma tampa pela primeira vez.
1978 - Primeira e única reestilização na carroceria: capô dianteiro com 2 vincos na chapa, para-choques mais largos com ponteiras quadradas em plástico, lanternas traseiras maiores e frisadas (inspiradas nos Mercedes-Benz da época). Desembaçador elétrico do vidro traseiro disponível como opcional pela primeira vez. Continuam existindo as versões monocromáticas. Parte central do volante (canoa) muda de desenho e recebe a inscrição "VW" no canto direito e o acionamento do pisca-alerta deixa de ser por botão vindo a ser por alavanca na coluna de direção.
1979 - Surge a versão LS, topo de linha, que traz como itens de série bancos dianteiros com encosto de cabeça integrado, mini console no túnel, vidros verdes, e acabamento sofisticado. Diferencia-se externamente das demais versões pelos frisos externos nas laterais, rodas e molduras de farol na cor grafite. O emblema traseiro "Brasilia" e "Brasilia LS" começa a ser feito em plástico e tem fundo preto, assim como o espelho retrovisor em plástico, que sucedeu o modelo "raquete" cromado usado até 1978. Surge para venda no Brasil pela primeira vez a versão de 4 portas (antes exclusiva de exportação), com acabamento pobre, motor 1600 de 1 carburador e para-choques pintados invés de cromados, destinada ao uso de táxis e carros de frotas públicas. Alças das colunas centrais passam a ser mais curtas. Filtros de ar passam a ser do tipo "panela" visando reduzir o ruído interno vindo do motor. Consagra-se como o carro mais vendido do Brasil no ano de 1979, com mais de 150.000 unidades vendidas naquele ano.
1980 - Painel de instrumentos totalmente redesenhado, visando aproximar-se do Passat. Os instrumentos são todos abrigados em um único quadro à frente do motorista. Vacuômetro passa a ser disponível como opcional. Bancos dianteiros mudam de formato e seu encosto de cabeça passa a ser separado do banco, podendo ser removido quando necessário. Surgem o lavador elétrico do para-brisa e o temporizador do limpador (opcionais). Versão LS perde as rodas na cor grafite. Surge oficialmente a versão a álcool, com motor 1300 dupla carburação e potência de 49 cv. Pelo seu alto consumo e baixo desempenho seria um fracasso de vendas. Lançamento do VW Gol (mês de maio), um novo projeto da VW do Brasil, que entraria na mesma fatia de clientes do Brasília.
1981 - Poucas novidades para 1981, como o volante herdado do recém chegado Gol e melhorias nos materiais fonoabsorventes para reduzir ainda mais o ruído interno. Na segunda metade do ano, as lanternas traseiras passam a ter piscas na cor laranja. Nesse ano sai de produção a irmã maior Variant II.
1982 - Nenhuma novidade em relação ao modelo 1981, com exceção de poucas cores novas. No mês de março encerra-se definitivamente a produção no Brasil. Nesta época contabilizavam-se aproximadamente 950.000 unidades vendidas no mercado interno e mais de 100.000 no exterior (sem contar as 80.000 unidades mexicanas) o que a fez alcançar mais de 1 milhão de unidades produzidas. Fim da produção do Brasília no México.

## Aposentadoria
O Brasília foi um carro muito popular no mercado brasileiro. Apesar de sua base mecânica ser a mesma do Fusca, um carro tecnologicamente superado já naquela época, o projeto era muito elogiado por suas linhas elegantes e por sua qualidade de construção e durabilidade. O sucesso do Brasília inclusive inspirou a criação da versão mais moderna da Variant, a Variant II, em 1977. Apesar disso, a Volkswagen do Brasil sabia que não poderia continuar por muito tempo fiando-se na linha refrigerada a ar para se manter no mercado.
No mesmo ano, inspirada pelo sucesso das vendas do Golf na Europa, a Volkswagen chegou a cogitar instalar a mecânica do Passat no Brasília. Se levado a cabo, o projeto geraria o primeiro carro diretamente derivado do Fusca a se tornar parte da nova linha refrigerada a água da marca.
Entretanto, a Volkswagen do Brasil optou por refazer o Brasília em outro modelo influenciado pelo Golf, colocando o tradicional motor refrigerado a ar à frente: o Gol de primeira geração conhecido como "família BX". Especula-se que os projetistas da Volkswagen inspiraram-se em parte no desenho do Brasília ao projetar o hatchback, no final da década de 70.
Quando lançado, em 1980, o Gol não competia diretamente com o Brasília, uma vez que possuía um motor menos potente (o mesmo boxer, porém com 1,3 litro). Porém, ao lançar o Gol 1,6 litro em 1981, a Volkswagen decretou o fim do Brasília, uma vez que temia que o modelo antigo tirasse uma fatia do mercado do novo projeto. No entanto, a produção do Brasília continuou em ritmo mais lento durante todo o ano de 1981, sendo até mesmo apresentados os modelos 1982 ainda no final de 1981. As derradeiras unidades do Brasília deixaram as linhas de produção no mês de março de 1982.

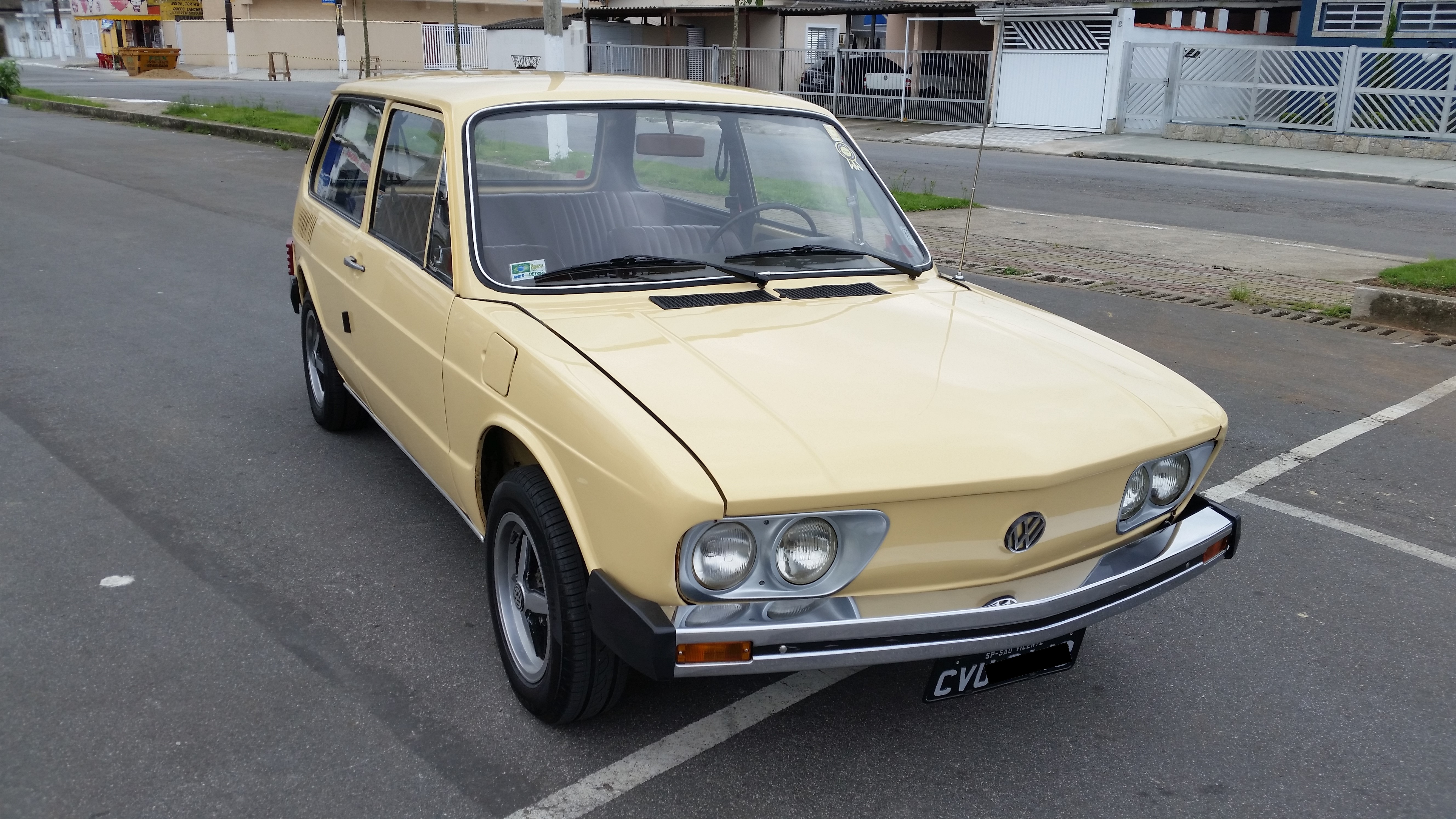
Volkswagen Brasília 1979 com placa preta, indicando sua originalidade

Mesmo muitos anos depois de ter sido descontinuado, é um carro comum nas ruas do Brasil, principalmente no interior e nas periferias das grandes cidades. Apesar de seu grande volume de produção, o carro já atingiu no ano de 2012 o status de clássico, uma vez que se completam 30 anos que saiu de linha, o que torna apto a todos os modelos receberem no Brasil a Placa Preta para veículos de coleção (para carros com mais de 30 anos de fabricação). Um modelo bem conservado já atinge boa cotação no mercado de usados, além de ter seus apreciadores em clubes de veículos VW.

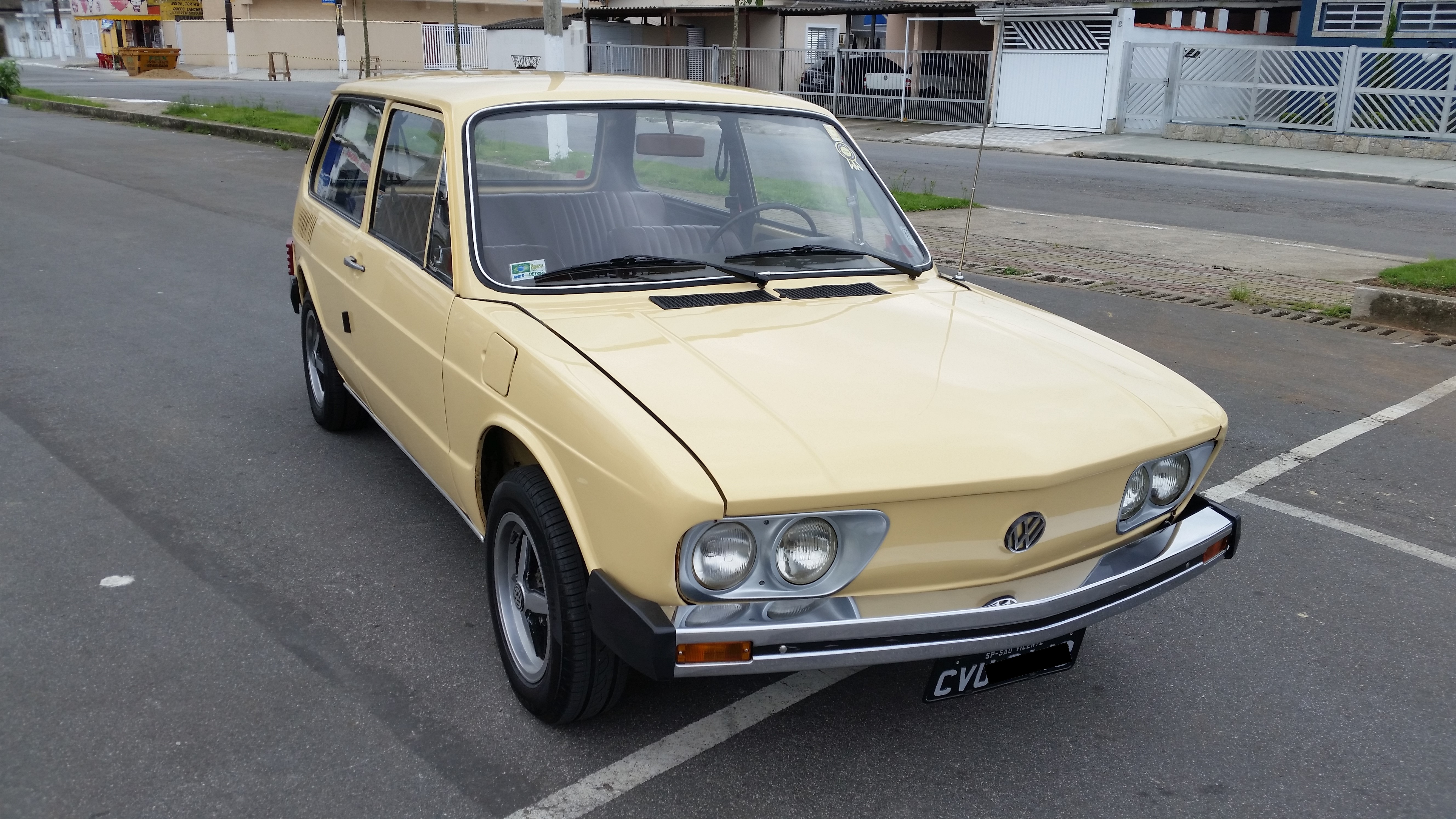
Veículo com placa preta, indicando ser um veículo de coleção que mantém sua originalidade
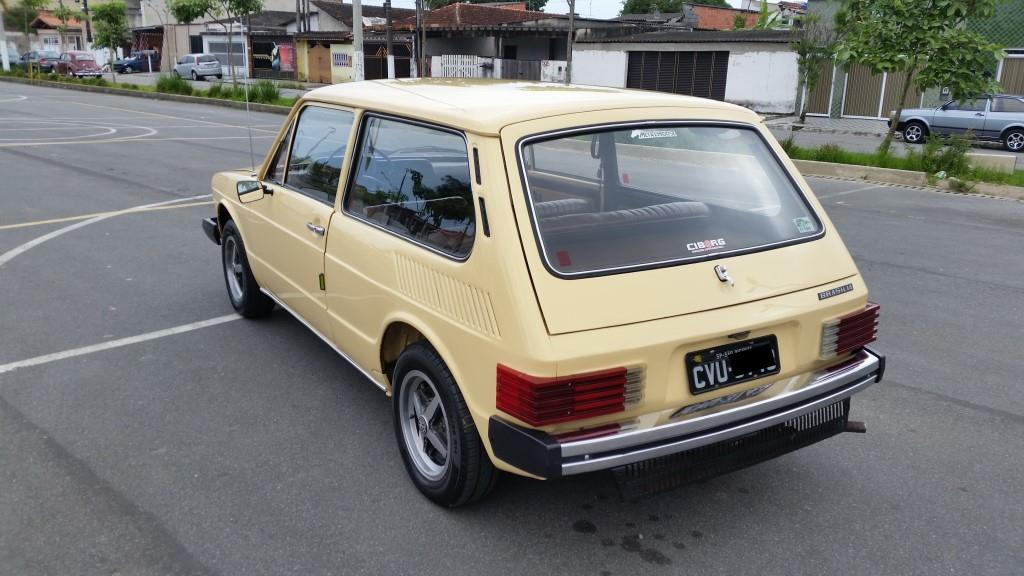
Veículo com placa preta, indicando ser um veículo de coleção que mantém sua originalidade
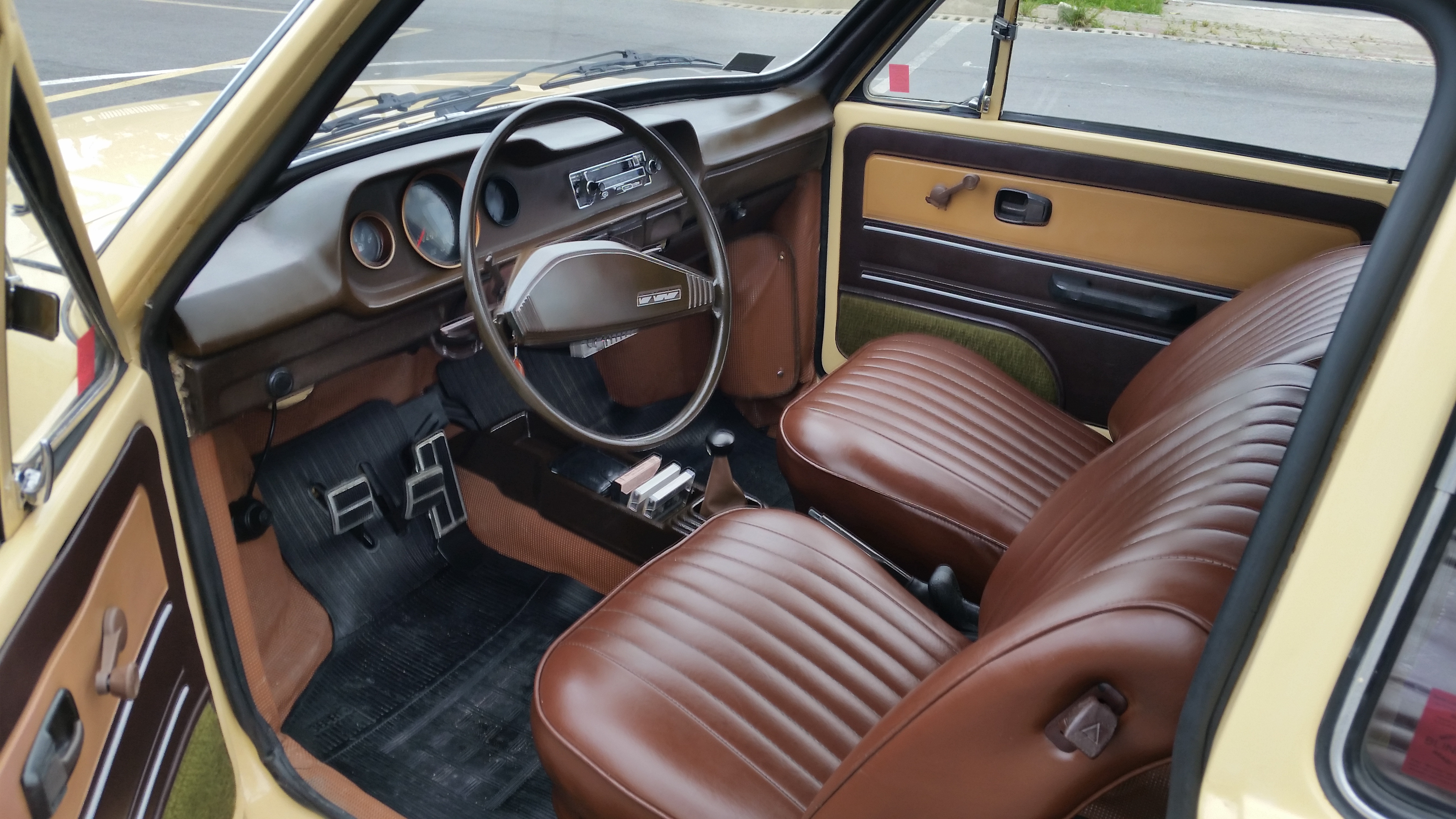
Interior monocromático em um modelo ano 1979

## Produção
| Ano  | Quantidade |
| ---- | ---------- |
| 1973 | 34.320     |
| 1974 | 82.893     |
| 1975 | 111.903    |
| 1976 | 133.003    |
| 1977 | 149.907    |
| 1978 | 157.700    |
| 1979 | 150.614    |
| 1980 | 88.320     |
| 1981 | 20.144     |
| 1982 | 2.400      |

Sendo que outros 133.212 foram destinados a exportação indo para America Latina, as Filipinas, Nigéria e Portugal.

## Modelos especiais

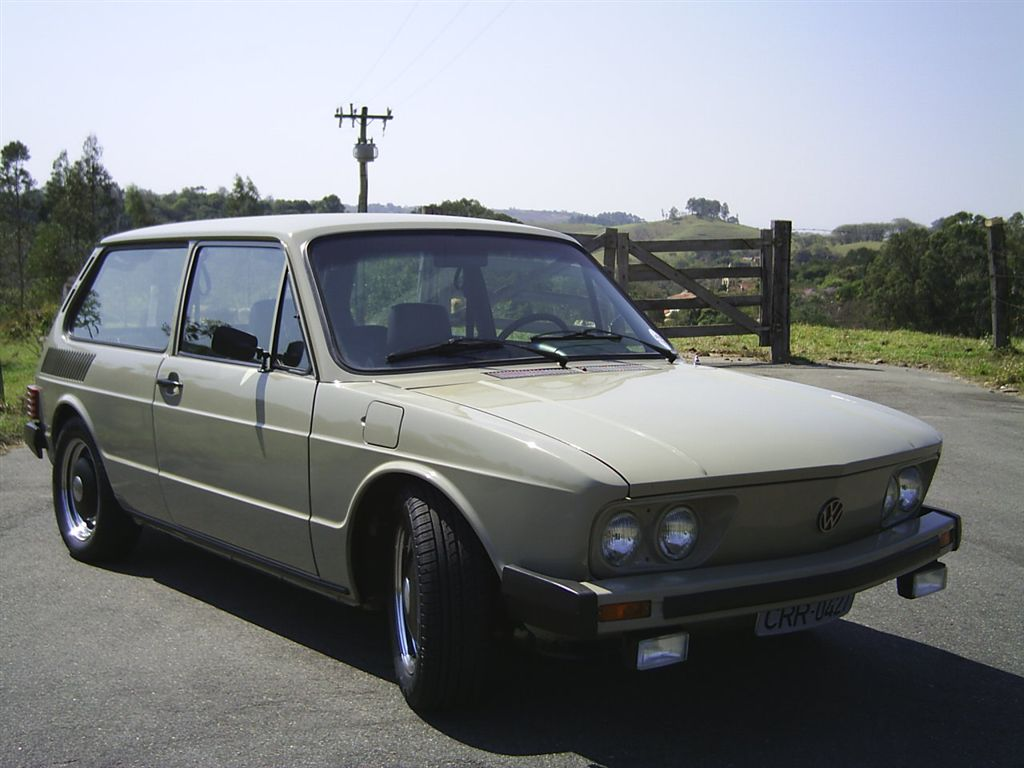
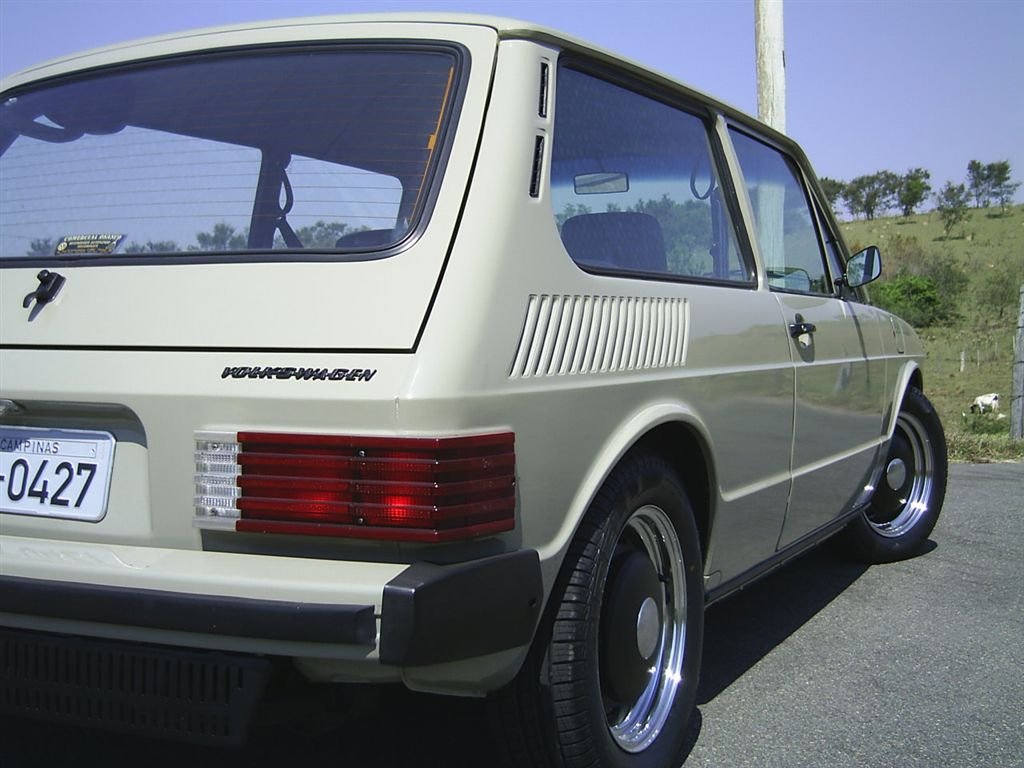
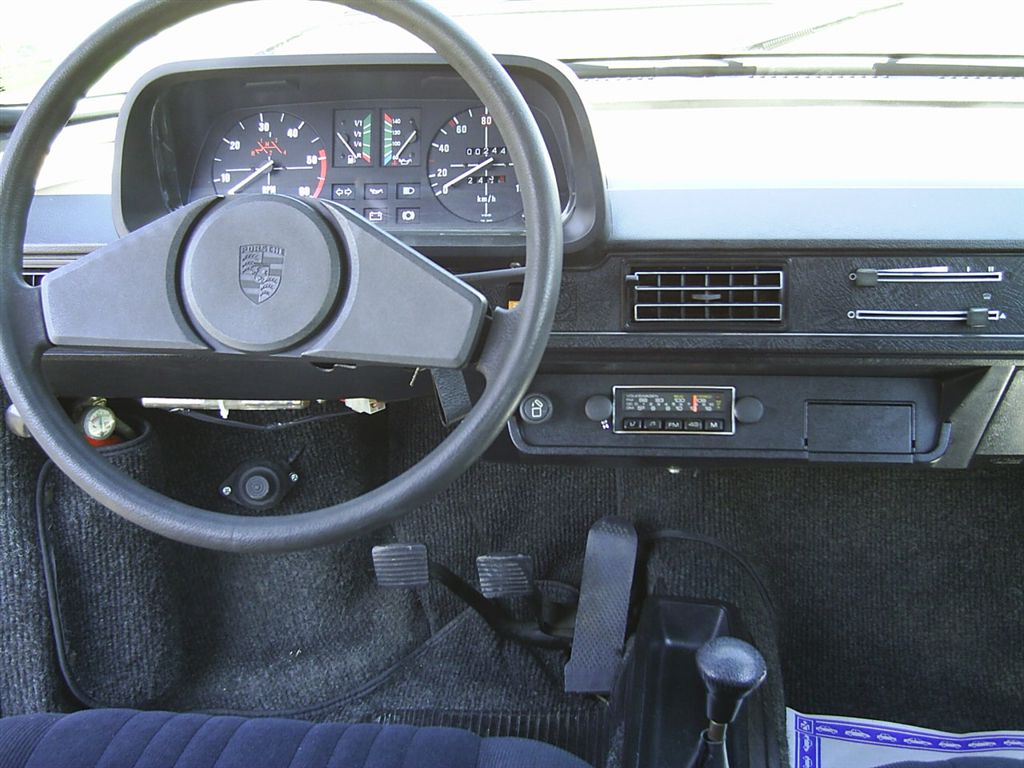
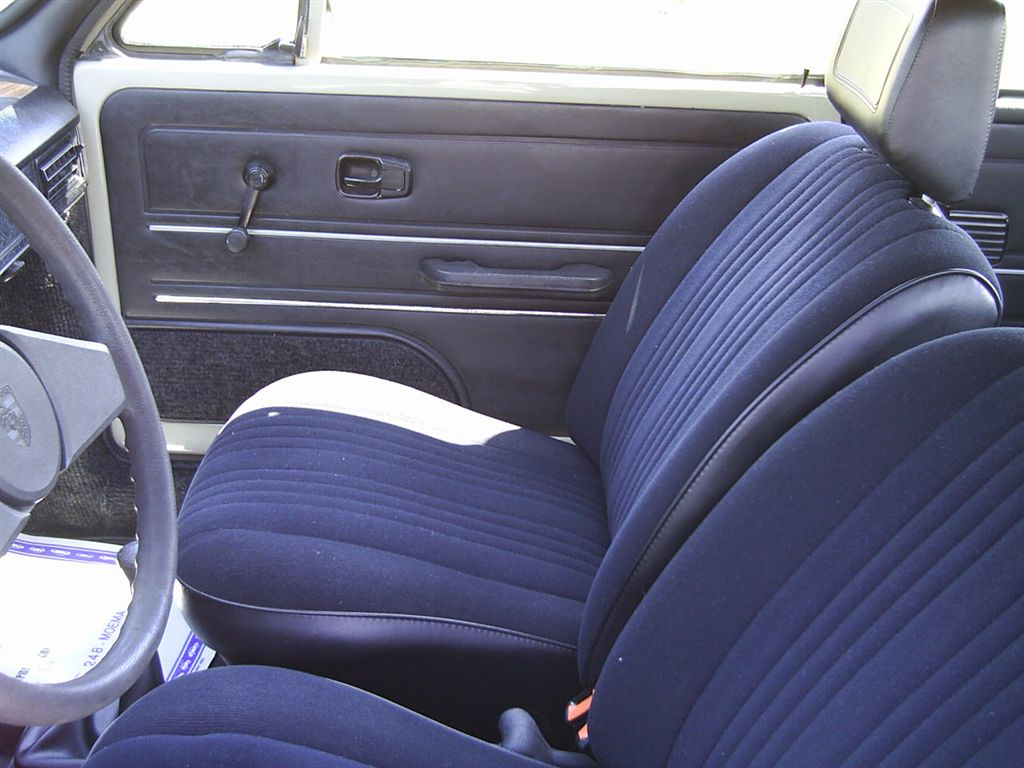
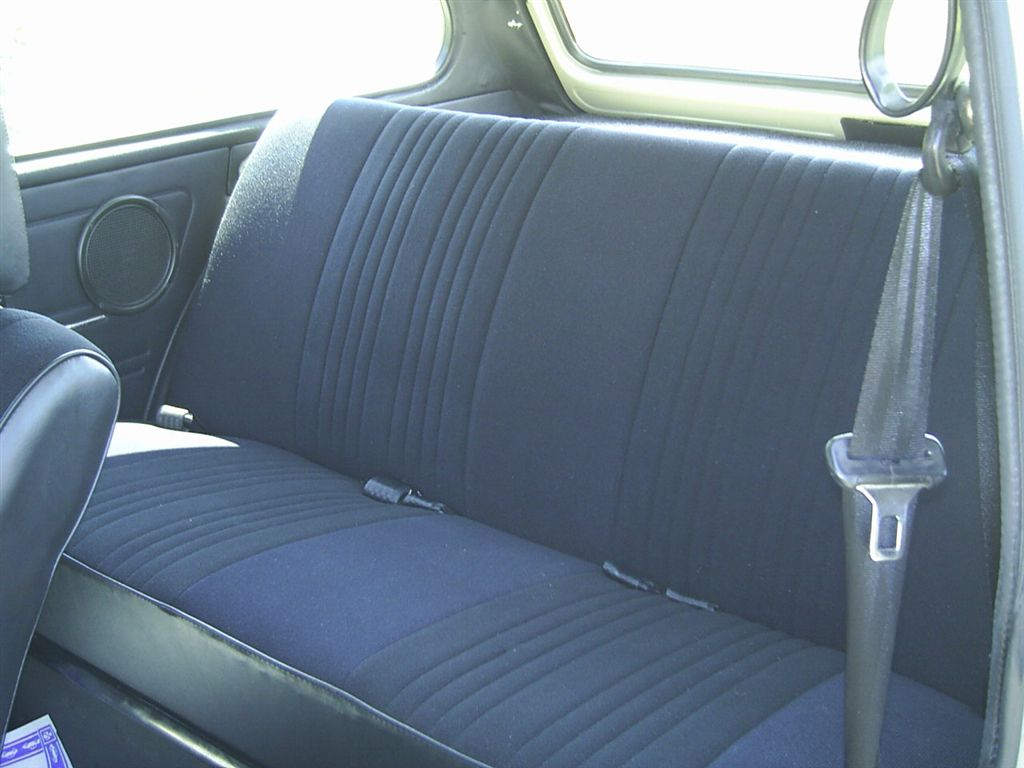
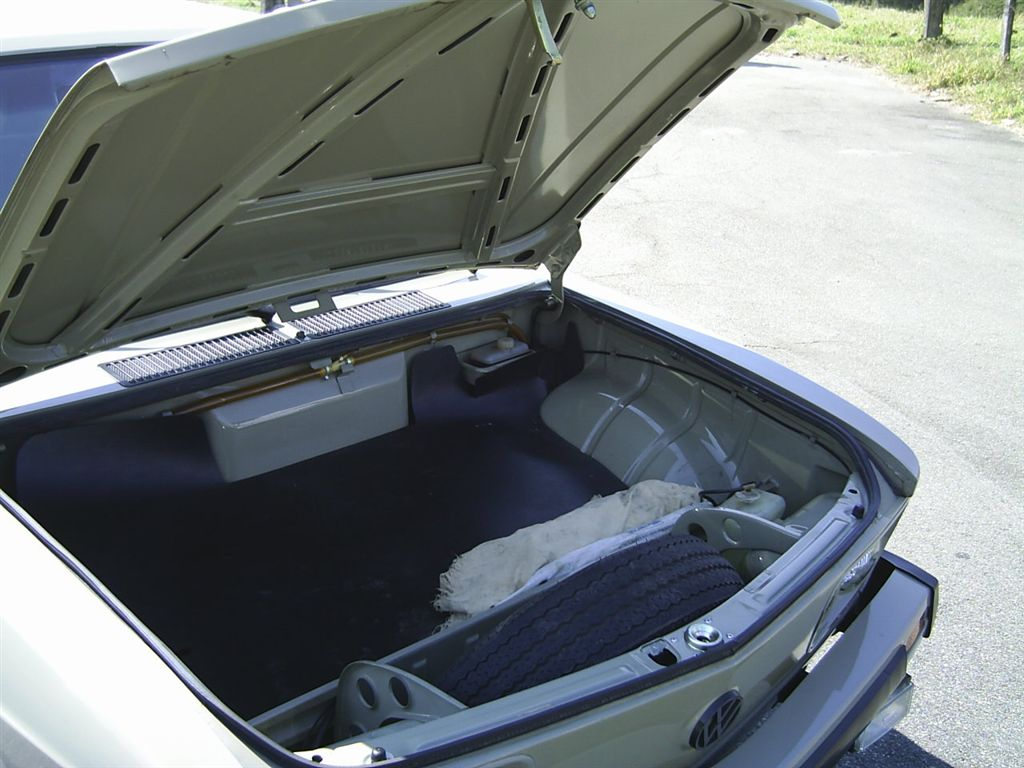
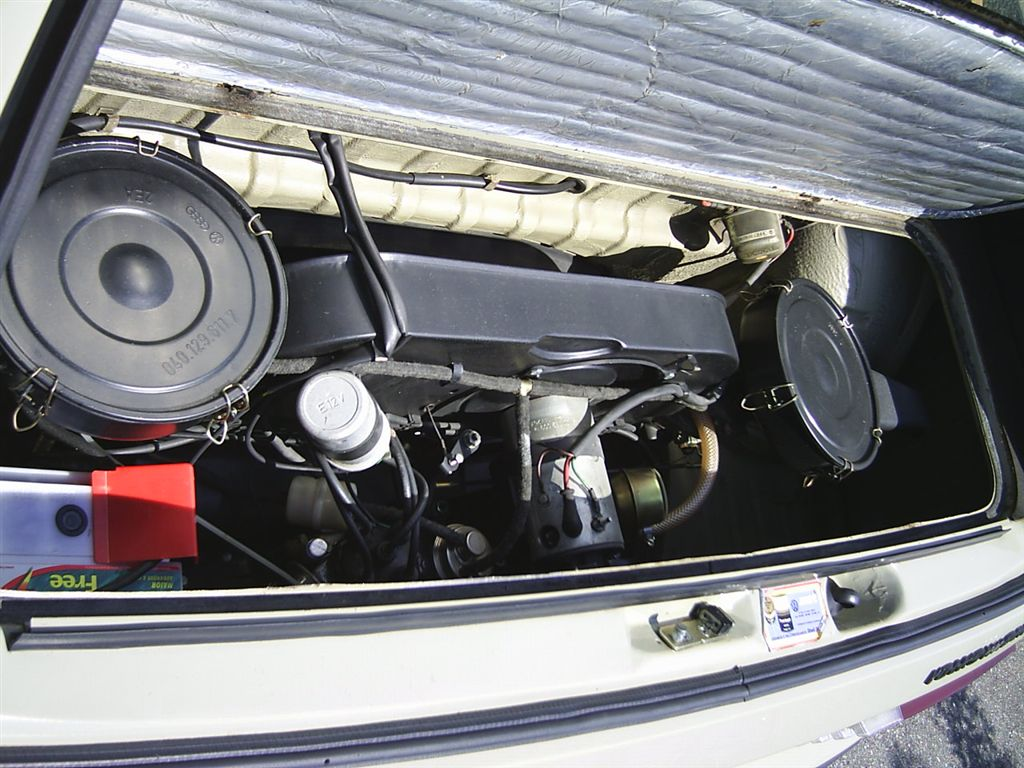
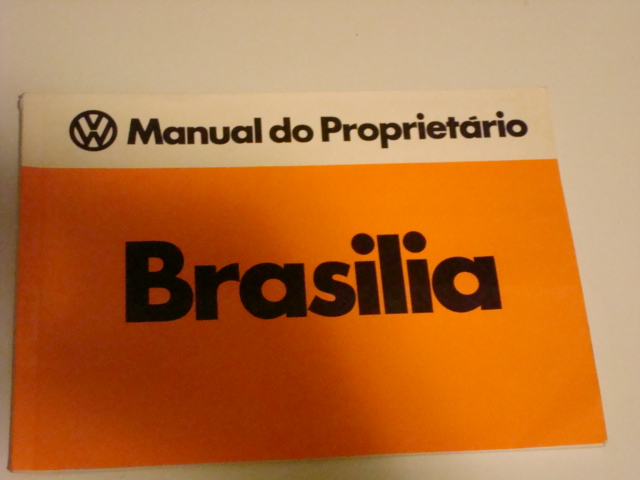

No Brasil, a concessionária Dacon, de São Paulo, ofereceu opções com dupla carburação de 32 mm, passando por outra com 40 mm e comando de válvulas especial, esta última chegava a 145 km/h e fazia de 0 a 100 km/h em 15,2 s. Foi oferecido também um 1,7 litro e a versão mais arisca, com 1,8 litro, que chegava a 150 km/h com 0 a 100 km/h em 14 s. A opção mais apimentada contava com a colocação de um motor Porsche quatro cilindros, originário do modelo 912.

## Nas pistas

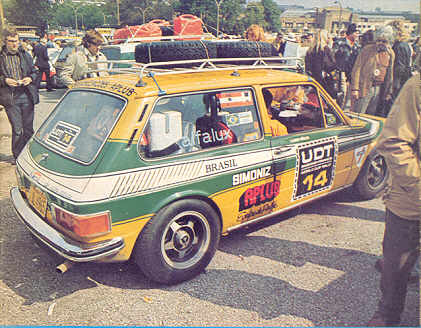
Cláudio Mueller e Carlos Weck

Ingo Hoffman, com o Brasília da equipe Creditum, correu na extinta Divisão 3 e ganhou o campeonato paulista de 1974 na Classe A (até 1.600 cm3). Ainda em 1974 um Brasília participou do World Cup Rally nas mãos de Cláudio Mueller e Carlos Weck, saindo de Londres, atravessou o Canal da Mancha, passou pela França e Espanha, e novamente cruzou o mar chegando ao Marrocos. Voltou pela Tunísia, Itália, Grécia e chegou em Munique, na Alemanha, suportando um rali que foi considerado dificílimo.

## Na cultura popular

### Televisão
No seriado Chaves, Sr. Barriga é visto como proprietário de uma Brasília, mostrando a presença do veículo brasileiro no México. A cena de humor fica por conta do Chaves dizer que o carro é dele por tê-lo achado na rua, e também por ser  chamada de "Caminhonete", dependendo do episódio. Em outro, o Chaves se oferece para lavar o carro em troca de uma gorjeta, culminando com um surto de gripe que atinge o Sr. Barriga, Dona Florinda e Quico por terem se molhado ao ar livre.
Em outro episódio, a Chiquinha toma um dos carrinhos do Quico e o esconde no motor da Brasília. Sabendo disso, o Seu Madruga se oferece para "consertar", tira o carrinho do motor e obtém um desconto de dois meses na dívida de aluguel. Chaves, ao saber da história, diz que pensou que o carro tinha tido um bebê.

### Música
O grupo musical "Mamonas Assassinas" imortalizou o automóvel no Brasil com a música Pelados em Santos, esta é uma das músicas mais conhecidas da banda. Um Brasília de cor amarela, com rodas esportivas e cheia de adereços, tornou-se quase que o mascote da banda, que também ilustrou no único disco, o logotipo VW invertido que virava M.A.
O cantor José Rico compôs a canção Estrada da Vida após guiar um Brasília verde numa viagem entre São José do Rio Preto e Mineiros. A canção se tornou o maior sucesso da dupla Milionário & José Rico. 